# 法蘭西納·麥克洛伊
法蘭西納·麥克洛伊（英語：Francena McCorory，1988年10月20日—）是美国田径运动员，主项400米跑。2011年世界田徑錦標賽女子4×400米接力冠军，2012年夏季奧林匹克運動會田徑女子4×400公尺接力賽以及2016年夏季奥林匹克运动会田径女子4×400米接力比赛金牌。

## 外部連結
- 法蘭西納·麥克洛伊在的頁面